# هم‌ریختی (بلورنگاری)

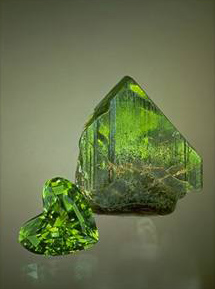

در علم بلورنگاری، بلورهایی که از نظر شکل کاملاً شبیه به هم باشند، هم‌ریخت گفته می‌شود.